# Idris I van Libië
Idris I van Libië (Arabisch: إدريس الأول), geboren als Sajjid Moehammad Idris bin Sajjid Moehammad al-Mahdi al-Senoessi (Jaghbub, 13 maart 1890 – Caïro, 25 mei 1983), was de enige koning van het Koninkrijk Libië. Idris I leidde Libië naar de onafhankelijkheid in 1951 en regeerde het land, tot hij in 1969 werd afgezet na een machtsgreep door de 27-jarige kolonel  Moammar al-Qadhafi.

## Levensloop
Idris was een kleinzoon van Moehammad ibn Ali as-Senoessi, stichter van de Senoessi, een Libische soefi-orde en nomadische stam. Idris' familie zei af te stammen van de profeet Mohammed. Na het aftreden van zijn oom als regent in 1916 werd Idris hoofd van de Senoessi. In 1931 trouwde Idris in Siwa met Fatima el-Sharif, een dochter van Ahmed Sharif es Senoessi, een voormalige hoofd van de Senoessi.
Na de Eerste Wereldoorlog erkenden de Britten hem als emir van Cyrenaica, het oostelijke deel van Libië. In 1920 werd Cyrenaica officieel een kolonie van Italië; de Italianen erkenden hem hierbij ook als emir van Cyrenaica. In 1922 werd hij tevens erkend als emir van Tripolitania, het noordwestelijk deel van Libië, Italiaanse kolonie sinds 1912. Idris vestigde een regering en parlement en kreeg financiële steun van de Italianen om de kolonie Libië als semi-autonome heerser te besturen.  
Idris probeerde te onderhandelen met de Italianen over onafhankelijkheid van Cyrenaica. Toen dit niet lukte, trok hij zich terug in Egypte en leidde hij een Libische guerrillastrijd tegen het gewelddadige Italiaanse koloniale bewind. Tijdens de Tweede Wereldoorlog steunde hij de Britten en vocht hij met zijn Libische guerrillastrijders tegen de Italianen en Duitsers.
In 1944, na de geallieerde overwinning in Noord-Afrika, kwam hij uit ballingschap in Caïro en vestigde zijn regering in Benghazi, de hoofdstad van Cyrenaica.

### Na de Tweede Wereldoorlog
In het vredesverdrag met de geallieerden in 1947 gaf Italië al zijn aanspraken op Libië op. Tevens gaf Frankrijk zijn aanspraken op de door Franse troepen bezette Libische regio Fezzan op. De Algemene Vergadering van de Verenigde Naties nam in 1949 een motie aan dat Libië voor 1 januari 1952 onafhankelijk moest worden, als een van de eerste landen in Afrika. Met de voorbereiding werd de Nederlandse adjunct-secretaris-generaal Adriaan Pelt belast, die als Hoge Vertegenwoordiger het bestuur voerde. Idris leidde de verdere onderhandelingen met Pelt. Libië verkreeg op 23 december 1951 zijn onafhankelijkheid als constitutionele monarchie met erfopvolging. Idris werd de eerste koning van het land als Idris I van Libië. De regering werd verdeeld over twee steden: Tripoli was de zetel van het parlement en Benghazi was de zetel van het hof en kabinet van Idris I.
Het beleid van Idris I was gematigd en prowesters. Tot woede van de anti-westerse panarabisten bleef hij zelfs na de Suezcrisis in 1956 de Britten en Amerikanen steunen en stond hij hen toe om luchtmachtbases op Libisch grondgebied te vestigen. Een andere dreiging voor het regime waren de enorme oliereserves die in 1959 werden ontdekt. Hierdoor ontstond een rijke elite in het land die volop profiteerde van de olie, terwijl de meeste Libiërs straatarm bleven. De eerste reactie van Idris op de ontdekking was, dat hij liever had gezien dat er water was ontdekt. Een verdere dreiging voor Idris was dat hij geen mannelijke erfgenaam had.
Getroffen door ziekte besloot Idris per 2 september 1969 af te treden ten gunste van zijn neef Hasan as-Senoessi. Hij vertrok naar Turkije voor medische behandeling. Voordat Hasan as-Senoessi kon aantreden als nieuwe koning greep een groep officieren onder leiding van de zeer jonge kolonel Moammar al-Qadhafi op 1 september de macht in Libië. De monarchie werd afgeschaft en de socialistische republiek Libië werd uitgeroepen.
De koning verliet Turkije per schip naar Kamena Vourla in Griekenland, waarna hij in Egypte in ballingschap ging en politiek asiel kreeg. In november 1971 werd hij door het Libische volksgerecht bij verstek tot de doodstraf veroordeeld. Tot zijn dood op 93-jarige leeftijd woonde hij in Caïro. Hij ligt begraven op Jannatul Baqi, Medina, Saoedi-Arabië.

## Onderscheidingen

Koninklijke standaard van Idris I

Idris ontving verscheidene buitenlandse onderscheidingen, zowel in de periode als emir als in de periode als koning. 
- Orde van het Huis van Osman van het Ottomaanse Rijk
- Orde van Mejidie van het Ottomaanse Rijk
- Ordeketen van de Orde van Hoessein ibn Ali van Jordanië
- Ridder Grootkruis van de Orde van het Britse Rijk.
- Ordeketen van de Orde van Mohammediya van Marokko
- Grootlint van de Orde van de Nijl van Egypte
- Grootkruis van het Legioen van Eer van Frankrijk
- Grootlint Orde van Onafhankelijkheid van Tunesië
- Grootlint van de Orde van de Ceder van Libanon
- Grootkruis van de Orde van Verdienste van Italië
- Grootkruis van de Orde van de Verlosser van Griekenland